# Estelle Mærsk
O Estelle Mærsk é um navio porta-contentores dinamarquês. É uma das maiores embarcações comerciais do mundo.
O Estelle Mærsk foi o segundo navio da Classe Mærsk E, a ser entregue e faz parte de um grupo de 8 navios com as mesmas características.
O navio foi batizado por  Birgit Schultz Hansen esposa do Ministro dos Transportes e Energia da Dinamarca Flemming Hansen.

## Características
A pintura de seu casco foi executada com tinta base de silicone, o que reduz a resistência da água e com isso é economizado cerca de 1,2 milhão de litros de combustível por ano. O navio também tem casco duplo como reforço estrutural, que aumenta a segurança da embarcação.
Construído nos estaleiros Odense Staalskibsværft que fazem parte do grupo A.P. Moller-Maersk Group, a embarcação está cadastrada com nº IMO 9321495 e tem a cidade dinamarquesa Hellerup como porto de registro.

## Acidente
Dois engenheiros do navio foram severamente queimados por óleo combustível quente quando procediam reparos no sistema de alimentação de combustível do motor principal. O fato aconteceu em 30 de outubro de 2009 quando o navio estava ancorado ao largo do porto de Yantian na China.